# Calymmodesmus andinus
Calymmodesmus andinus är en mångfotingart som beskrevs av Carl 1914. Calymmodesmus andinus ingår i släktet Calymmodesmus och familjen Stylodesmidae. Inga underarter finns listade i Catalogue of Life.